# Sultan Džem
Sultan Džem (turško Sultan Cem; * 22. december (1459 Odrín Osmansko cesarstvo); † 25. februar 1495 (star 36 let) Capua, Neapeljsko kraljestvo) je bil nekaj časa v letu 1481 turški sultan.

## Življenjepis
Sultan Džem se je rodil v Odrinu 22. decembra 1459 kot tretji sin sultana Mehmeda II.. Imel je dva starejša polbrata princa Mustafa in princa Bajazida. Ko je princ Mustafa umrl, sta (pol)brata postala tekmeca na življenje in smrt za nasledstvo, kar se je v Osmanskem cesarstvu skoraj redno dogajalo. Njegova mati se je trudila, da bi postal sultan njen sin, kar se mu je tudi za malo časa posrečilo leta 1481. Džem je imel dva sina: Oguza in Murata. 

## Borba za prestol

### Sultan Džemišče zaščito prikristjanih
Po izročilu Mehmed II. ni bil ravno vesel, da je postal oče treh sinov. V Osmanskem muslimanskem cesarstvu so bile krvave nasledstveno-državljanske vojne namreč na dnevnem redu. Med nje spada tudi nasledstvena vojna za Bajazidom I.. Tudi Džemov oče Mohamed je svojega polbrata Küçük Ahmeda neposredno po smrti svojega očeta Murata II. dal okrutno umoriti. V svojem Ḳānūn-nāme je zapovedal Mohamed II. pozneje, da naj tudi njegov naslednik umori svojega polbrata, češ da bo na ta način obvaroval svetovni red.
3. maja 1481. je umrl sultan Mehmed II. – ki je med drugim osvojil tudi Otranto in poklal skoraj polovico prebivalstva - za posledicami gihta ali zastrupitve, star komaj 49 let. To je pomagalo kristjanom, da so zopet osvobodili mesto in okolico za vedno. Prvi je za očetovo smrt zvedel mlajši sin Džem, ki je postal za nekaj časa sultan Anadolije. Ko je za očetovo smrt zvedel starejši sin Bajazid, je s pomočjo janičarjev napovedal kruto vojno, v kateri je premagal brata in ga strmoglavil s prestola. Džem je pobegnil k ivanovcem, ki so ga potem izročili papežu Inocencu. Sultan mu je za njegovo zadržanje plačeval visoko letno odkupnino 40.000 zlatnikov. 

### Smrt v tujini
Džem je umrl v Capui 25. februarja 1495, ko je napolnil komaj 35 let: verjetno so ga zastrupili po zapovedi brata Bajazida. 